# Rhaphuma shelfordi
Rhaphuma shelfordi là một loài bọ cánh cứng trong họ Cerambycidae.